# إدوين ويلسون
إدوين ويلسون (بالإنجليزية: Edwin James (‘Peter’) Wilson)‏ هو شاعر أمريكي، ولد في 1942.